# British and Irish Cup
La British and Irish Cup ou Coupe britannique et irlandaise est une ancienne compétition annuelle de rugby à XV où s'affrontaient des clubs de Grande-Bretagne et d'Irlande. Elle a eu lieu pour la première fois en 2009 et fut remportée par les Cornish Pirates. Elle a été supprimée à la fin de la saison 2017-2018.

## Histoire
Pour la 1re édition en 2009, 24 équipes issues d'Angleterre (12), d'Écosse (3), du pays de Galles (6) et d'Irlande (3) ont participé à la compétition. la coupe est remportée par  les Cornish Pirates.
Pour la saison 2012, le nombre de clubs a été élargi à 32 (12 pour l'Angleterre, 4 pour l'Écosse, 12 pour le pays de Galles et 4 pour l'Irlande) et les rencontres se déroulent par matchs aller-retour. En 2013, le nombre de participants est réduit à nouveau à 24 (4 équipes galloises au lieu de 12). En 2014, le nombre de participants est réduit à 20 à la suite du retrait des équipes écossaises. 
À partir de 2015, la compétition oppose :
- les 12 clubs de deuxième division anglaise.
- les 4 provinces irlandaises, représentées par leurs équipes réserves.
- les 4 franchises galloises, représentées par une sélections de joueurs de la Welsh Premier Division.

A la fin de la saison 2017-2018, les clubs de deuxième division anglaise décident de se retirer de la compétition, entraînant la disparition de cette dernière.

## Palmarès
- 2009-2010 :  Cornish Pirates
- 2010-2011 :  Bristol Rugby
- 2011-2012 :  Munster A
- 2012-2013 :  Leinster A
- 2013-2014 :  Leinster A
- 2014-2015 :  Worcester Warriors
- 2015-2016 :  London Welsh
- 2016-2017 :  Munster A
- 2017-2018 :  Ealing Trailfinders